# Holzart
Mit Holzart wird das entsprechenden Baumarten oder -gattungen zugehörige Holz bezeichnet. Die Bezeichnung ist im einfachsten Fall aus der botanischen Bezeichnung der Baumart abgeleitet und besteht aus dem Gattungsnamen. So ist z. B. die Holzart Afzelia aus dem botanischen Namen des Baumes Afzelia africana bzw. Afzelia bipindensis abgeleitet. Oft leiten sich die Namen, wie im Fall der Rotbuche (rötliches Holz) und der Weißbuche („weißes“ Holz), auch direkt aus charakteristischen Holzeigenschaften ab. In diesen und anderen Fällen bezeichnen die Holzeigenschaften zugleich die Baumart. Neben der Farbe spielt teilweise auch der Geruch bei der Bezeichnung eine Rolle. So werden in angelsächsischen Sprachgebrauch aromatisch riechende Hölzer gern mit dem Namen Cedar versehen, auch wenn diese unterschiedlichen Gattungen zuzuordnen sind und mit dem echten Zedernholz nicht verwandt sind. Hinter der Western Red Cedar verbirgt sich der Riesen-Lebensbaum (Thuja plicata), während die Eastern Red Cedar eine Wacholderart (Juniperus virginiana) bezeichnet. 

## Eigenschaften
Holzarten unterscheiden sich in Aussehen (Farbe, Textur), Struktur, Dichte sowie technischen Eigenschaften und dementsprechend auch in ihrer Verwendung. Insbesondere Dichte und Struktur einer Holzart bestimmen deren Bearbeitbarkeit, Trocknungsverhalten und Permeabilität für Flüssigkeiten (Tränkbarkeit) aber auch deren Festigkeit, Elastizität und Dimensionsstabilität unter wechselndem Klima. Das Vorhandensein biozider Inhaltsstoffe (Extraktstoffe) im Kernholz bestimmt die Dauerhaftigkeit des Holzes. Da Holz ein natürliches Produkt ist, unterliegen seine Eigenschaften auch innerhalb einer Holzart natürlichen Schwankungen. 

## Holzartenbestimmung
Die genaue Bestimmung einer Holzart kann von Fachleuten z. T. über makroskopische Kriterien nach Farbe, Textur, Zuwachszonen, Geruch und besonderen Charakteristika des Holzgewebes erfolgen, ist aber im Zweifelsfall nur mit Hilfe einer mikroskopischen Analyse möglich. Die Holzartenbestimmung ist eine Aufgabe der Holzanatomie. Eine der größten Holzsammlungen befindet sich im Johann Heinrich von Thünen-Institut in Hamburg. 

## Holzarten und Handelsnamen
Der Übergang von Holzartenbezeichnungen zu gebräuchlichen Handelsnamen ist nicht immer eindeutig. Insbesondere bei Überseehölzern spielen die Handelsnamen, welche lokale Sonderbezeichnungen besitzen können, eine besondere Rolle. Hier werden häufig verschiedene Arten unter einem Handelsnamen zusammengefasst (Beispiele: Palisander, Sandelholz), der dann gelegentlich auch als Holzartenbezeichnung verwendet wird. Aber auch in Europa häufige Arten, wie z. B. das Holz der Stieleiche (Quercus robur) und Traubeneiche (Quercus petrea) werden mit einigen nordamerikanischen Arten zusammen unter dem Handelsnamen Weißeiche geführt. Als Mahagonihölzer werden gleich mehrere amerikanische und afrikanische Arten der Familie Meliaceae bezeichnet. Im Falle des Handelsnamens Meranti (verschiedene Spezies der Gattung Shorea) unterscheiden sich die Arten und Herkünfte sogar deutlich in den Eigenschaften, so dass hier eine Differenzierung nach der Rohdichte des Holzes vorgenommen wird (Red Balau, Dark Red Meranti, Light Red Meranti).

## Nomenklatur
Um mehr Klarheit auf dem Gebiet der Holzartenbezeichnung zu schaffen, wurde die DIN 4076-1 (Benennungen und Kurzzeichen auf dem Holzgebiet; Holzarten) erstellt. Die Fassung von 1985 enthält die zu verwendenden Namen für 257 einheimische und ausländische Nadel- und Laubhölzer. Die deutschsprachige Norm DIN 4076 führte jedoch zu Problemen im internationalen Handel, da die Abkürzungen der Holzarten aus den deutschen Namen gebildet wurden. 
Im Jahr 2003 wurden in der DIN EN 13556 (Nomenklatur der in Europa verwendeten Handelshölzer) die Standardnamen für Rund- und Schnittholz in deutscher, englischer und französischer Sprache festgelegt. Die Abkürzungen werden in der neuen DIN EN 13556 als Vierlettercode aus dem international einheitlichen wissenschaftlichen Namen der Art gebildet. Die ersten beiden Buchstaben des Gattungsnamens bilden den ersten und zweiten Buchstaben und die ersten beiden Buchstaben des Artnamens den dritten und vierten Buchstaben der Abkürzung. So lautete beispielsweise die Abkürzung von Fagus sylvatica (Rotbuche) in der DIN 4076-1 „BU“ (hergeleitet aus Buche), die neue Bezeichnung nach DIN EN 13556 dagegen ist „FASY“ (hergeleitet aus Fagus sylvatica).